# Centromerus bulgarianus
Centromerus bulgarianus là một loài nhện trong họ Linyphiidae.
Loài này thuộc chi Centromerus. Centromerus bulgarianus được miêu tả năm 1931 bởi Drensky.